# Liste der Startnummern in der Formel 1
Die Liste der Startnummern in der Formel 1 listet alle in der Formel-1-Weltmeisterschaft (bis 1980: Automobil-Weltmeisterschaft) seit ihrer ersten Austragung in der Saison 1950 genutzten Startnummern mit dem aktuellen (oder letzten) Nutzer sowie den drei vorherigen Nutzern auf.

## Liste der Startnummern der Formel 1
Die Startnummern von Fahrern, die für die Formel-1-Weltmeisterschaft 2025 unter Vertrag stehen sind grün hinterlegt. Der amtierende Weltmeister ist – wenn noch aktiv – gelb hinterlegt.
Datenstand: Großer Preis von Großbritannien 2025
| Nummer | Fahrer                  | Nation                 | letztes Team             | Laufzeit               | letzter Grand Prix     | Die letzten 3 Fahrer unter dieser Nummer                               |
| ------ | ----------------------- | ---------------------- | ------------------------ | ---------------------- | ---------------------- | ---------------------------------------------------------------------- |
| 0      | Damon Hill              | Vereinigtes Konigreich | Williams                 | 1993–1994              | 1994                   | Jody Scheckter                                                         |
| 1      | Max Verstappen          | Niederlande            | Red Bull                 | 2022–                  | aktiv                  | Sebastian Vettel; Jenson Button; Lewis Hamilton                        |
| 2      | Logan Sargeant          | Vereinigte Staaten     | Williams                 | 2023–2024              | 2024                   | Stoffel Vandoorne; Mark Webber; Lewis Hamilton                         |
| 3      | Daniel Ricciardo        | Australien             | Racing Bulls             | 2014–2024              | 2024                   | Fernando Alonso; Jenson Button; Lewis Hamilton                         |
| 4      | Lando Norris            | Vereinigtes Konigreich | McLaren                  | 2019–                  | aktiv                  | Max Chilton; Felipe Massa; Lewis Hamilton                              |
| 5      | Gabriel Bortoleto       | Brasilien              | Kick Sauber              | 2025–                  | aktiv                  | Sebastian Vettel; Jenson Button; Fernando Alonso; Robert Kubica        |
| 6      | Isack Hadjar            | Frankreich             | Racing Bulls             | 2025–                  | aktiv                  | Nicholas Latifi; Nico Rosberg                                          |
| 7      | Jack Doohan             | Australien             | Alpine                   | 2025–                  | aktiv                  | Kimi Räikkönen; Heikki Kovalainen; Michael Schumacher                  |
| 8      | Romain Grosjean         | Frankreich             | Haas                     | 2013–2020              | 2020                   | Nico Rosberg; Fernando Alonso; Nelson Piquet jr.                       |
| 9      | Nikita Masepin          | Russland               | Haas                     | 2021                   | 2021                   | Marcus Ericsson; Nico Rosberg; Kimi Räikkönen                          |
| 10     | Pierre Gasly            | Frankreich             | Alpine                   | 2017–                  | aktiv                  | Kamui Kobayashi; Lewis Hamilton; Jérôme D’Ambrosio                     |
| 11     | Sergio Pérez            | Mexiko                 | Red Bull                 | 2014–2024              | 2024                   | Nico Hülkenberg; Paul di Resta; Rubens Barrichello                     |
| 12     | Andrea Kimi Antonelli   | Italien                | Mercedes                 | 2025–                  | aktiv                  | Felipe Nasr; Esteban Gutiérrez; Nico Hülkenberg;                       |
| 13     | Pastor Maldonado        | Venezuela              | Lotus                    | 2014–2015              | 2015                   | Divina Galica; Moises Solana                                           |
| 14     | Fernando Alonso         | Spanien                | Aston Martin             | 2014–2018, 2021–       | aktiv                  | Paul di Resta; Kamui Kobayashi; Adrian Sutil                           |
| 15     | Adrian Sutil            | Deutschland            | Force India              | 2013                   | Wechsel auf Nummer 99  | Sergio Pérez; Paul di Resta; Vitantonio Liuzzi                         |
| 16     | Charles Leclerc         | Monaco                 | Ferrari                  | 2018–                  | aktiv                  | Pastor Maldonado; Daniel Ricciardo; Kamui Kobayashi                    |
| 17     | Jules Bianchi           | Frankreich             | Marussia                 | 2014                   | 2014                   | Valtteri Bottas; Jean-Éric Vergne; Sergio Pérez                        |
| 18     | Lance Stroll            | Kanada                 | Aston Martin             | 2017–                  | aktiv                  | Jean-Éric Vergne; Pastor Maldonado; Sébastien Buemi                    |
| 19     | Felipe Massa            | Brasilien              | Williams                 | 2014–2017              | 2017                   | Daniel Ricciardo; Bruno Senna; Jaime Alguersuari                       |
| 20     | Kevin Magnussen         | Danemark               | Haas                     | 2014–2020, 2022–2024   | 2024                   | Charles Pic; Heikki Kovalainen; Christian Klien                        |
| 21     | Nyck de Vries           | Niederlande            | AlphaTauri               | 2023                   | 2023                   | Esteban Gutiérrez; Giedo van der Garde; Vitaly Petrov                  |
| 22     | Yuki Tsunoda            | Japan                  | Red Bull                 | 2021–                  | aktiv                  | Jenson Button; Jules Bianchi; Pedro de la Rosa                         |
| 23     | Alexander Albon         | Thailand               | Williams                 | 2019–2020, 2022–       | aktiv                  | Max Chilton; Narain Karthikeyan; Daniel Ricciardo                      |
| 24     | Zhou Guanyu             | China Volksrepublik    | Kick Sauber              | 2022–2024              | 2024                   | Timo Glock; Luca Badoer; Mika Salo                                     |
| 25     | Jean-Éric Vergne        | Frankreich             | Toro Rosso               | 2014                   | 2014                   | Charles Pic; Jérôme D’Ambrosio; Lucas di Grassi                        |
| 26     | Daniil Kwjat            | Russland               | AlphaTauri               | 2014–2017, 2019–2020   | 2020                   | Olivier Panis; Mark Blundell; Érik Comas                               |
| 27     | Nico Hülkenberg         | Deutschland            | Kick Sauber              | 2014–2020, 2022–       | aktiv                  | Jean Alesi; Nicola Larini; Gianni Morbidelli                           |
| 28     | Patricio O’Ward         | Mexiko                 | McLaren                  | 2022                   | Testfahrer 2022        | Alex Palou; Brendon Hartley; Will Stevens                              |
| 29     | Patricio O’Ward         | Mexiko                 | McLaren                  | 2023                   | Testfahrer 2023        | Karl Wendlinger; Jean-Christophe Boullion; JJ Lehto; Andrea de Cesaris |
| 30     | Liam Lawson             | Neuseeland             | Racing Bulls             | 2024–                  | aktiv                  | Jolyon Palmer; Heinz-Harald Frentzen; JJ Lehto                         |
| 31     | Esteban Ocon            | Frankreich             | Haas                     | 2014, 2016–2018, 2020– | aktiv                  | David Brabham; Naoki Hattori; Pedro Chaves                             |
| 32     | Domenico Schiattarella  | Italien                | Simtek                   | 1994                   | Wechsel auf Nummer 11  | Taki Inoue; Jean-Marc Gounon; Andrea Montermini                        |
| 33     | Max Verstappen          | Niederlande            | Red Bull                 | 2015–2021              | Wechsel auf Nummer 1   | Paul Belmondo; Maurício Gugelmin; Andrea de Cesaris                    |
| 34     | Felipe Drugovich        | Brasilien              | Aston Martin             | 2023                   | Testfahrer 2023        | Nyck de Vries; Nicholas Latifi; Alfonso Celis junior                   |
| 35     | Sergei Sirotkin         | Russland               | Williams                 | 2018                   | 2018                   | Perry McCarthy; Eric van de Poele; Gregor Foitek                       |
| 36     | Jake Dennis             | Vereinigtes Konigreich | Red Bull                 | 2023                   | Testfahrer 2023        | Liam Lawson; Jüri Vips; Antonio Giovinazzi; Raffaele Marciello         |
| 37     | Isack Hadjar            | Frankreich             | Red Bull                 | 2024                   | Testfahrer 2024        | Charles Leclerc; Sergei Sirotkin; Adderly Fong; JJ Lehto               |
| 38     | Oliver Bearman          | Vereinigtes Konigreich | Ferrari                  | 2024                   | 2024                   | Naoki Yamamoto; Sean Gelael; Max Verstappen                            |
| 39     | Robert Schwarzman       | Israel                 | Ferrari                  | 2023                   | Testfahrer 2023        | Brendon Hartley; Bruno Giacomelli; Gary Brabham                        |
| 40     | Ayumu Iwasa             | Japan                  | Racing Bulls             | 2024                   | Testfahrer 2024        | Liam Lawson; Robert Kubica; Paul di Resta; Felipe Nasr                 |
| 41     | Isack Hadjar            | Frankreich             | AlphaTauri               | 2023                   | Testfahrer 2023        | Susie Wolff; Yannick Dalmas; Joachim Winkelhock                        |
| 42     | Frederik Vesti          | Danemark               | Mercedes                 | 2023                   | Testfahrer 2023        | Jordan King; Fabio Leimer; Alexander Rossi; Jonathan Palmer            |
| 43     | Franco Colapinto        | Argentinien            | Alpine                   | 2024–                  | aktiv                  | Mike Thackwell; Nigel Mansell; Desiré Wilson;                          |
| 44     | Lewis Hamilton          | Vereinigtes Konigreich | Ferrari                  | 2014–                  | aktiv                  | Tony Trimmer; Leo Kinnunen; Jack Brabham                               |
| 45     | Franco Colapinto        | Argentinien            | Williams                 | 2024                   | Wechsel auf Nummer 43  | Zak O’Sullivan; Logan Sargeant; Nyck de Vries                          |
| 46     | Artjom Markelow         | Russland               | Renault                  | 2018                   | Testfahrer 2018        | Sergei Sirotkin; Will Stevens; Robin Frijns; Rolf Stommelen            |
| 47     | Mick Schumacher         | Deutschland            | Haas                     | 2021–2022              | 2022                   | Lando Norris; Stoffel Vandoorne; Chuck Weyant                          |
| 48     | Chris Amon              | Neuseeland             | March                    | 1970                   | Wechsel auf Nummer 22  | Bob Bondurant; Masten Gregory; Maurice Trintignant                     |
| 49     | Ray Crawford            | Vereinigte Staaten     | Ray Crawford             | 1955–1956, 1959        | Indianapolis 500 1959  | Jim Rathmann; Bill Holland; Jack McGrath                               |
| 50     | Oliver Bearman          | Vereinigtes Konigreich | Haas                     | 2024                   | 2024                   | Antonio Giovinazzi; Rupert Keegan; Kunimitsu Takahashi                 |
| 51     | Pietro Fittipaldi       | Brasilien              | Haas                     | 2020                   | 2020                   | Geoff Lees; Kevin Cogan; Noritake Takahara                             |
| 52     | Kazuyoshi Hoshino       | Japan                  | Kojima                   | 1976–1977              | 1977                   | Ronnie Peterson; Giorgio Bassi; Gerry Ashmore                          |
| 53     | Alexander Rossi         | Vereinigte Staaten     | Marussia                 | 2015                   | 2015                   | Bill Cheesbourg; Troy Ruttman; Jimmy Davies                            |
| 54     | Tony Trimmer            | Vereinigtes Konigreich | Maki                     | 1976                   | Wechsel auf Nummer 40  | Tim Schenken; Jo Siffert; Ernst Prinoth                                |
| 55     | Carlos Sainz jr.        | Spanien                | Williams                 | 2015–                  | aktiv                  | Jean-Pierre Jarier; Mario Andretti; Eddie Russo                        |
| 56     | Silvio Moser            | Schweiz                | Bellasi                  | 1970                   | Wechsel auf Nummer 27  | Ian Raby; Keith Greene; Wolfgang Seidel                                |
| 57     | Al Keller               | Vereinigte Staaten     | H H Johnson              | 1959                   | Indianapolis 500 1959  | Art Bisch; Jimmy Daywalt; Bob Christie                                 |
| 58     | Joakim Bonnier          | Schweden               | R.R.C. Walker            | 1958, 1963             | Wechsel auf Nummer 29  | Renato Pirocchi; Giancarlo Baghetti; Henry Taylor                      |
| 59     | Dempsey Wilson          | Vereinigte Staaten     | Bob Sorenson             | 1958                   | Wechsel auf Nummer 23  | Paul Russo; Fred Agabashian; Jim Rathmann                              |
| 60     | Jean-Claude Rudaz       | Schweiz                | Fabre Urbain             | 1964                   | 1964                   | Tony Shelly; Walt Hansgen; Jackie Lewis                                |
| 61     | Jack Doohan             | Australien             | Alpine                   | 2024                   | Testfahrer 2024        | Eddie Johnson; Jimmy Jackson                                           |
| 62     | Ernesto Brambilla       | Italien                | Centro Sud               | 1963                   | Wechsel auf Nummer 10  | Ian Burgess; Lorenzo Bandini; Massimo Natili                           |
| 63     | George Russell          | Vereinigtes Konigreich | Mercedes                 | 2019–                  | aktiv                  |                                                                        |
| 64     | Mário de Araújo Cabral  | Portugal               | Centro Sud               | 1963                   | Wechsel auf Nummer 50  | David Piper; Pat Flaherty; Duke Dinsmore                               |
| 65     | Chuck Stevenson         | Vereinigte Staaten     | Leader Cards             | 1960                   | Indianapolis 500 1960  | Bob Christie; Danny Kladis; Spider Webb                                |
| 66     | Nelson Piquet           | Brasilien              | Brabham                  | 1978                   | Wechsel auf Nummer 32  | Mark Donohue; Maurice Trintignant; Tim Parnell                         |
| 67     | Gene Hartley            | Vereinigte Staaten     | Mel B. Wiggers           | 1952                   | Wechsel auf Nummer 48  | Bill Schindler                                                         |
| 68     | André Pilette           | Belgien                | EMB                      | 1961                   | Wechsel auf Nummer 28  | Len Sutton; Ed Elisian; Peter Whitehead                                |
| 69     | Al Pease                | Kanada                 | John Maryon              | 1969                   | 1969                   | Gene Force; Duke Dinsmore                                              |
| 70     | Charles de Tornaco      | Belgien                | Ecurie Francorchamps     | 1952                   | Wechsel auf Nummer 44  |                                                                        |
| 71     | Jochen Rindt            | Osterreich             | Cooper                   | 1967                   | Wechsel auf Nummer 22  | Chuck Arnold; Al Herman; George Fonder                                 |
| 72     | Gaetano Starrabba       | Italien                | Prince Gaetano Starrabba | 1961                   | 1961                   | Luigi Villoresi                                                        |
| 73     | Don Freeland            | Vereinigte Staaten     | Racing Associates        | 1960                   | Indianapolis 500 1960  | Dick Rathmann; Andy Linden; Mike Nazaruk                               |
| 74     | Carel Godin de Beaufort | Niederlande            | Ecurie Maarsbergen       | 1961                   | Wechsel auf Nummer 28  | Bob Veith; Bob Scott; Andy Linden                                      |
| 75     | Juan Manuel Fangio      | Argentinien            | Alfa Romeo               | 1951                   | Wechsel auf Nummer 14  | Gene Hartley                                                           |
| 76     | Al Herman               | Vereinigte Staaten     | Joe Hunt                 | 1960                   | Indianapolis 500 1960  | Giuseppe Farina; Jimmy Davies; Jim Rathmann                            |
| 77     | Valtteri Bottas         | Finnland               | Kick Sauber              | 2014–2024              | 2024                   | Rolf Stommelen; Mike Magill; Bill Homeier                              |
| 78     | Paul Pietsch            | Deutschland            | Alfa Romeo               | 1951                   | Wechsel auf Nummer 127 |                                                                        |
| 79     | Emmanuel de Graffenried | Schweiz                | Alfa Romeo               | 1951                   | Wechsel auf Nummer 14  |                                                                        |
| 80     | Paul Pietsch            | Deutschland            | Enrico Plate             | 1951                   | Wechsel auf Nummer 127 |                                                                        |
| 81     | Oscar Piastri           | Australien             | McLaren                  | 2023–                  | aktiv                  | Eddie Johnson; Clark Templeman; Maurice Trintignant                    |
| 82     | Jack Doohan             | Australien             | Alpine                   | 2022                   | Testfahrer 2022        | Chuck Weyant; Gene Hartley; Robert Manzon                              |
| 83     | Clark Templeman         | Vereinigte Staaten     | Kalamazoo Sports         | 1958                   | Wechsel auf Nummer 26  | Ed Elisian; Eddie Johnson; Mike Nazaruk                                |
| 84     | Louis Rosier            | Frankreich             | Ferrari                  | 1951                   | Wechsel auf Nummer 27  |                                                                        |
| 85     | Louis Chiron            | Monaco                 | Talbot                   | 1951                   | Wechsel auf Nummer 56  |                                                                        |
| 86     | Philippe Étancelin      | Frankreich             | Equipe Étancelin         | 1951                   | Wechsel auf Nummer 28  |                                                                        |
| 87     | Oliver Bearman          | Vereinigtes Konigreich | Haas                     | 2025–                  | aktiv                  | Red Amick; Yves Giraud-Cabantous                                       |
| 88     | Robert Kubica           | Polen                  | Williams                 | 2019, 2021             | 2021                   | Rio Haryanto; Gene Hartley; Eddie Sachs                                |
| 89     | Jack Aitken             | Vereinigtes Konigreich | Williams                 | 2020                   | 2020                   | Al Herman; Chuck Weyant; Keith Andrews                                 |
| 90     | Pierre Levegh           | Frankreich             | Talbot                   | 1951                   | 1951                   |                                                                        |
| 91     | Rudolf Fischer          | Schweiz                | Ecurie Espadon           | 1951                   | Wechsel auf Nummer 18  |                                                                        |
| 92     | Jerry Unser             | Vereinigte Staaten     | Roy Mackay               | 1958                   | Indianapolis 500 1958  | Don Edmunds; Duke Dinsmore; Andy Linden                                |
| 93     | Bob Scott               | Vereinigte Staaten     | Hudson D. Morris         | 1952                   | Wechsel auf Nummer 27  | Jacques Swaters                                                        |
| 94     | Pascal Wehrlein         | Deutschland            | Sauber                   | 2016–2017              | 2017                   | Johnny Claes                                                           |
| 95     | Bob Christie            | Vereinigte Staaten     | Cars Inc.                | 1957                   | Wechsel auf Nummer 38  |                                                                        |
| 96     | Noël Cunningham-Reid    | Vereinigtes Konigreich | Equipe Endeavour         | 1956                   | Wechsel auf Nummer 27  | Cliff Davis; Clément-Auguste Martin                                    |
| 97     | Robert Schwarzman       | Israel                 | Kick Sauber              | 2024                   | Testfahrer 2024        | Dick Rathmann; Chuck Stevenson                                         |
| 98     | Théo Pourchaire         | Frankreich             | Alfa Romeo               | 2023                   | Testfahrer 2023        | Roberto Merhi; Lloyd Ruby; Johnnie Parsons; Duane Carter               |
| 99     | Antonio Giovinazzi      | Italien                | Alfa Romeo               | 2019–2021              | 2021                   | Adrian Sutil; Paul Goldsmith; George Amick                             |
| 208    | Lella Lombardi          | Italien                | Allied Polymer Group     | 1974                   | Wechsel auf Nummer 10  |                                                                        |

## Hintergrund
Das System der Nummernvergabe wurde über die Jahre hinweg immer wieder verändert. Bis einschließlich 1973 wurden Startnummern für jedes Rennen einzeln vergeben, sodass Fahrer im Saisonverlauf mit unterschiedlichen Nummern bei verschiedenen Veranstaltungen teilnahmen.

### System von 1974 bis 1995
Zur Saison 1974 wurden erstmals permanente Startnummernpaare zugeteilt, die ein Team über eine gesamte Saison begleiteten. Zunächst wurden die Nummernpaare in der Reihenfolge der Konstrukteurswertung 1973 vergeben. Für alle darauffolgenden Jahre wurde folgendes Schema angewandt:
- Der aktuelle Weltmeister erhielt die Startnummer „1“, sein Teamkollege die „2“
- Falls der amtierende Weltmeister nicht mehr antrat, erhielt sein ehemaliges Team die Startnummern „0“ und „2“. Die Nummer „1“ wurde in dem Falle nicht vergeben.
- Das Team, welches im Vorjahr die Nummern „1“ und „2“ (bzw. „0“ und „2“) innehatte, erhielt im Gegenzug dessen altes Nummernpaar.
- Alle anderen Teams behielten ihre Startnummernpaare aus der Vorsaison.
- Trat ein Team nicht mehr an, konnte dessen altes Nummernpaar an ein anderes Team vergeben werden.
- Die Nummer 13 wurde als Unglückszahl nicht vergeben.
- Nach diesem Schema noch nicht verwendete Startnummern konnten von Teams eingesetzt werden, die nur zu einzelnen Rennveranstaltungen antraten oder mehr als zwei Fahrzeuge einsetzten. Eine solche Nummer konnte im Saisonverlauf auch an unterschiedliche Teams vergeben werden.

Dieses System führte beispielsweise dazu, dass Ferrari während dieses Zeitraumes mit folgenden Nummernpaaren fuhr:
- 1974–1975: „11/12“ (als Sechstplatzierter der Konstrukteurswertung 1973)
- 1976: „1/2“ (mit dem amtierenden Weltmeister Niki Lauda)
- 1977–1979: „11/12“ (Tausch mit McLaren)
- 1980: „1/2“ (mit dem amtierenden Weltmeister Jody Scheckter)
- 1981–1989: „27/28“ (Tausch mit Williams)
- 1990: „1/2“ (mit dem amtierenden Weltmeister Alain Prost)
- 1991–1995: „27/28“ (Tausch mit McLaren)

### System von 1996 bis 2013
Von 1996 bis 2013 wurde das System der Nummernvergabe vereinfacht, sodass alle Startnummernpaare für jede Saison neu vergeben wurden:
- Der aktuelle Weltmeister erhielt die Startnummer „1“, sein Teamkollege die „2“
- Falls der amtierende Weltmeister nicht mehr antrat, erhielt sein ehemaliges Team die Startnummern „0“ und „2“. Die Nummer „1“ wurde in dem Falle nicht vergeben.
- Alle nachfolgenden Nummernpaare wurden in der Reihenfolge der Konstrukteurswertung der Vorsaison vergeben.
- Die Nummer 13 wurde als Unglückszahl nicht vergeben.

### System seit 2014
Seit 2014 werden Startnummern einzelnen Fahrern anstelle von Teams zugeteilt. Jeder Fahrer kann dabei eine persönliche Startnummer zwischen „2“ und „99“ wählen, die er anschließend für den Rest seiner Karriere behält. Die „1“ kann nur auf Wunsch vom amtierenden Weltmeister anstelle seiner persönlichen Startnummer beansprucht werden. Seit Einführung der persönlichen Startnummern 2014 haben nur Sebastian Vettel und Max Verstappen als bisher einzige Weltmeister die Startnummer „1“ genutzt. Während Nico Rosberg nach dem WM-Titel zurückgetreten ist, hat Lewis Hamilton sich dazu entschieden, weiterhin mit seiner ausgewählten Startnummer „44“ zu fahren. Als Grund dafür gibt er an, dass die „44“ im Gegensatz zur „1“ eine persönliche Bedeutung für ihn hat.
Als frei gelten dabei alle Startnummern, die für mindestens zwei Saisons nicht regulär in einem Rennen zum Einsatz kamen. Startnummern, die nur in Test- und Trainingsveranstaltungen eingesetzt wurden, gelten dabei weiterhin als frei, dasselbe gilt für Nummern, die von Ersatzfahrern verwendet wurden. So fuhr Brendon Hartley in seinem ersten Formel-1-Rennen zum Großen Preis der USA 2017 als Ersatzfahrer für Pierre Gasly mit der Startnummer „39“, die bei Toro Rosso für Testfahrer verwendet wurde. Im folgenden Rennen in Mexiko wurde er als regulärer Fahrer gemeldet, woraufhin er zur Startnummer „28“ wechselte. Die Nummer „17“ wird zu Ehren von Jules Bianchi nicht mehr vergeben.